# Embres-et-Castelmaure
Embres-et-Castelmaure es una localidad  y comuna francesa, situada en el departamento del Aude en la región de Languedoc-Rosellón y en la región natural de las Corbières.
A sus habitantes se les conoce por el gentilicio Embrémaurais.

## Demografía
| 202 | 224 | 184 | 192 | 169 | 142 |
| Para los censos de 1962 a 1999 la población legal corresponde a la población sin duplicidades (Fuente: INSEE [Consultar]) |     |     |     |     |     |

(Población sans doubles comptes según la metodología del INSEE).